# لیگ برتر فوتبال انگلستان ۰۹–۲۰۰۸
لیگ برتر فوتبال انگلستان ۰۹–۲۰۰۸ هفدهمین دوره لیگ برتر فوتبال انگلستان است که با حضور ۲۰ تیم برگزار شده است.
باشگاه فوتبال منچستر یونایتد با ۹۰ امتیاز، باشگاه فوتبال لیورپول با ۸۶ امتیاز و باشگاه فوتبال چلسی با ۸۳ امتیاز مقام‌های اول تا سوم را کسب کردند.

## جدول مسابقات
| رتبه | تیم                                  | بازی | برد | مساوی | باخت | گل زده | گل خورده | گل تفاضل | امتیاز | صعود یا سقوط                                               |
| ---- | ------------------------------------ | ---- | --- | ----- | ---- | ------ | -------- | -------- | ------ | ---------------------------------------------------------- |
| ۱    | باشگاه فوتبال منچستر یونایتد (C)     | ۳۸   | ۲۸  | ۶     | ۴    | ۶۸     | ۲۴       | ۴۴+      | ۹۰     | Qualification for the لیگ قهرمانان اروپا ۱۰–۲۰۰۹           |
| ۲    | باشگاه فوتبال لیورپول                | ۳۸   | ۲۵  | ۱۱    | ۲    | ۷۷     | ۲۷       | ۵۰+      | ۸۶     | Qualification for the لیگ قهرمانان اروپا ۱۰–۲۰۰۹           |
| ۳    | باشگاه فوتبال چلسی                   | ۳۸   | ۲۵  | ۸     | ۵    | ۶۸     | ۲۴       | ۴۴+      | ۸۳     | Qualification for the لیگ قهرمانان اروپا ۱۰–۲۰۰۹           |
| ۴    | باشگاه فوتبال آرسنال                 | ۳۸   | ۲۰  | ۱۲    | ۶    | ۶۸     | ۳۷       | ۳۱+      | ۷۲     | Qualification for the لیگ قهرمانان اروپا ۱۰–۲۰۰۹           |
| ۵    | باشگاه فوتبال اورتون                 | ۳۸   | ۱۷  | ۱۲    | ۹    | ۵۵     | ۳۷       | ۱۸+      | ۶۳     | Qualification for the Europa League play-off round         |
| ۶    | باشگاه فوتبال استون ویلا             | ۳۸   | ۱۷  | ۱۱    | ۱۰   | ۵۴     | ۴۸       | ۶+       | ۶۲     | Qualification for the Europa League play-off round         |
| ۷    | باشگاه فوتبال فولام                  | ۳۸   | ۱۴  | ۱۱    | ۱۳   | ۳۹     | ۳۴       | ۵+       | ۵۳     | Qualification for the Europa League third qualifying round |
| ۸    | باشگاه فوتبال تاتنهام هاتسپر         | ۳۸   | ۱۴  | ۹     | ۱۵   | ۴۵     | ۴۵       | ۰        | ۵۱     |                                                            |
| ۹    | باشگاه فوتبال وستهام یونایتد         | ۳۸   | ۱۴  | ۹     | ۱۵   | ۴۲     | ۴۵       | ۳−       | ۵۱     |                                                            |
| ۱۰   | باشگاه فوتبال منچستر سیتی            | ۳۸   | ۱۵  | ۵     | ۱۸   | ۵۸     | ۵۰       | ۸+       | ۵۰     |                                                            |
| ۱۱   | باشگاه فوتبال ویگان اتلتیک           | ۳۸   | ۱۲  | ۹     | ۱۷   | ۳۴     | ۴۵       | ۱۱−      | ۴۵     |                                                            |
| ۱۲   | باشگاه فوتبال استوک سیتی             | ۳۸   | ۱۲  | ۹     | ۱۷   | ۳۸     | ۵۵       | ۱۷−      | ۴۵     |                                                            |
| ۱۳   | باشگاه فوتبال بولتون واندررز         | ۳۸   | ۱۱  | ۸     | ۱۹   | ۴۱     | ۵۳       | ۱۲−      | ۴۱     |                                                            |
| ۱۴   | باشگاه فوتبال پورتسموث               | ۳۸   | ۱۰  | ۱۱    | ۱۷   | ۳۸     | ۵۷       | ۱۹−      | ۴۱     |                                                            |
| ۱۵   | باشگاه فوتبال بلکبرن روورز           | ۳۸   | ۱۰  | ۱۱    | ۱۷   | ۴۰     | ۶۰       | ۲۰−      | ۴۱     |                                                            |
| ۱۶   | باشگاه فوتبال ساندرلند               | ۳۸   | ۹   | ۹     | ۲۰   | ۳۴     | ۵۴       | ۲۰−      | ۳۶     |                                                            |
| ۱۷   | باشگاه فوتبال هال سیتی               | ۳۸   | ۸   | ۱۱    | ۱۹   | ۳۹     | ۶۴       | ۲۵−      | ۳۵     |                                                            |
| ۱۸   | باشگاه فوتبال نیوکاسل یونایتد (R)    | ۳۸   | ۷   | ۱۳    | ۱۸   | ۴۰     | ۵۹       | ۱۹−      | ۳۴     | Relegation to the Football League Championship             |
| ۱۹   | باشگاه فوتبال میدلزبرو (R)           | ۳۸   | ۷   | ۱۱    | ۲۰   | ۲۸     | ۵۷       | ۲۹−      | ۳۲     | Relegation to the Football League Championship             |
| ۲۰   | باشگاه فوتبال وست برومویچ آلبیون (R) | ۳۸   | ۸   | ۸     | ۲۲   | ۳۶     | ۶۷       | ۳۱−      | ۳۲     | Relegation to the Football League Championship             |

1. 1 2 3  Since both فینال جام حذفی فوتبال انگلستان ۲۰۰۹ of the FA Cup (Chelsea and Everton) and Manchester United (League Cup فینال جام اتحادیه فوتبال انگلستان ۲۰۰۹) qualified for the European competitions based on their league position, the sixth-placed team (Aston Villa) received a berth in the Europa League play-off round and the seventh-placed team (Fulham) received a berth in the Europa League third qualifying round.

## بهترین گلزنان
| رتبه | بازیکن            | باشگاه         | گل |
| ---- | ----------------- | -------------- | -- |
| 1    | نیکولا آنلکا      | چلسی           | ۱۹ |
| ۲    | کریستیانو رونالدو | منچستر یونایتد | ۱۸ |
| ۳    | استیون جرارد      | لیورپول        | ۱۶ |
| ۴    | روبینیو           | منچستر سیتی    | ۱۴ |
| ۴    | فرناندو تورس      | لیورپول        | ۱۴ |
| ۶    | گابریل آگبونلاهور | استون ویلا     | ۱۲ |
| ۶    | دارن بنت          | تاتنهام        | ۱۲ |
| ۶    | کوین دیویس        | بولتون         | ۱۲ |
| ۶    | درک کویت          | لیورپول        | ۱۲ |
| ۶    | فرانک لمپارد      | چلسی           | ۱۲ |
| ۶    | وین رونی          | منچستر یونایتد | 12 |